# Christopher Wiehl
Christopher Richard Wiehl (Yakima, 29 oktober 1970) is een Amerikaans acteur, filmproducent en scenarioschrijver.

## Biografie
Wiehl werd geboren in Yakima met een Deense en Duitse afkomst. Hij studeerde af met een bachelor of arts in drama aan de Universiteit van Washington in Seattle. Tijdens zijn studietijd begon hij met acteren in lokale theaters.

## Filmografie

### Films
Uitgezonderd korte films.
- 2022 Motorvation - als James Melvin
- 2016 Worry Dolls - als Matt
- 2014 The Apocrypha - als Gabe
- 2013 Killing Kennedy – als agent O'Reilly
- 2010 Farewell Mr. Kringle – als Mark Stafford
- 2008 Moonlight & Mistletoe – als Peter
- 2006 Community Service – als Jerry
- 2004 Revenge of the Middle-Aged Woman – als jonge Nathan
- 2003 What Boys Like – als Jay
- 2003 Hollywood Homicide – als Cheeseburger Cop
- 2003 Dry Cycle – als Roy
- 2000 The Broken Hearts Club: A Romantic Comedy – als crewlid
- 1999 Cold Hearts – als Charles
- 1998 My Engagement Party – als Tom
- 1998 Can't Hardly Wait – als geile jongen
- 1998 Girl – als Mark
- 1998 Gunshy – als Tim

### Televisieseries
Uitgezonderd eenmalige gastrollen.
- 2024 Going Home - als Alec Sumner - 10 afl
- 2012 Switched at Birth – als Patrick  - 7 afl.
- 2007 Private Practice – als Jeffrey – 2 afl.
- 2006-2007 Jericho – als Roger Hammond – 8 afl.
- 2006 Love Monkey – als Jake Dunne – 8 afl.
- 2003-2006 Playmakers – als Derek McConnell – 12 afl.
- 2004 Clubhouse – als Kenny Baines – 2 afl.
- 2001-2003 CSI: Crime Scene Investigation – als Hank Peddigrew – 7 afl.
- 2002 First Monday – als Jerry Klein – 13 afl.
- 2000-2001 Bull – als Carson Boyd – 20 afl.
- 1999 Popular – als Leo Ferrera – 2 afl.
- 1999 Pensacola: Wings of Gold – als Swamp – 6 afl.

### Filmproducent
- 2016 Worry Dolls – film
- 1999 Cold Hearts – film

### Scenarioschrijver
- 2016 Worry Dolls – film

- Library of Congress Control Number: no2009167728
- Virtual International Authority File: 101539319
- WorldCat: E39PBJg8FCBD3kqDjWV8qXbw4q